# Tale Of Us
Tale Of Us ist ein italienisches Musikproduzenten- und DJ-Team der Techno-Musik. Das Duo besteht aus Carmine Conte und Matteo Milleri.

## Karriere
Conte und Milleri kamen 2009 von Mailand nach Berlin um sich dann dort als Produzenten zu betätigen. Nach einigen Remixen erschien 2011 der erste eigene Titel Dark Song beim Label Visionquest. Es folgten weitere Stücke bei Labels wie M_nus und R&S sowie Auftritte bei Festivals wie SonneMondSterne, Time Warp, Sea of Love oder Berlin Festival. 2015 spielten sie eine Sendung der Essential-Mix-Reihe bei BBC Radio 1. 2016 gründeten sie ihr eigenes Label Afterlife. 2017 erschien ihr Debütalbum beim Klassiklabel Deutsche Grammophon. Seit 2018 erscheinen sie in der Onlineerweiterung des Videospiels Grand Theft Auto V.

## Diskografie (Auswahl)

### Alben
- 2017: Endless (Deutsche Grammophon)

### Singles
- 2011: Dark Song (Visionquest)
- 2013: Another Earth (M_nus)
- 2015: North Star/ Silent Space (R&S)
- 2017: Monument (mit Vaal, Afterlife)